# Occhio alla perestrojka
Pour plus de détails, voir Fiche technique et Distribution.
Occhio alla perestrojka est une comédie italienne réalisée par Castellano et Pipolo et sortie en 1990.

## Synopsis
Fulvio, Marco et Filippo, trois employés d'une usine de machines agricoles qui se rendent à Sofia, en Bulgarie, sympathisent avec trois jeunes filles de la région : Olga, Monica et Tatiana. Après avoir fait diverses promesses aux jeunes filles, les trois hommes retournent chez eux à Crema en Italie en sachant que, grâce au rideau de fer, ils ne seront jamais rejoints par les jeunes filles.
Deux ans plus tard, l'avènement de la Perestroïka ouvrent les frontières, suscitant des réactions différentes chez les trois protagonistes : Fulvio, marié à Angela et père de deux enfants, craint qu'Olga n'arrive en Italie à tout moment ; Marco, proche du mariage avec Francesca, la fille du docteur Moschini, affiche au contraire sa tranquillité parce que Monica est mineure et ne peut pas s'expatrier, tandis que Filippo, le seul célibataire des trois, est le seul à s'en réjouir parce qu'il peut enfin faire venir Tatiana auprès de lui.
En plus de Tatiana, Olga arrive de Bulgarie, et pas seule, puisque Youri est né de sa brève relation avec Fulvio, ce qui va encore compliquer la situation. Mais comme si cela ne suffisait pas, une délégation bulgare arrive à l'entreprise Moschini pour conclure une grosse affaire. Malheureusement pour Marco, la délégation comprend également Sergueï, le grand frère de Monica.
Fulvio tente par tous les moyens de cacher leur existence mutuelle à Angela et Olga, mais par un étrange coup du sort, Olga est engagée comme aide ménagère par Angela et l'histoire refait inévitablement surface, mais paradoxalement elles semblent toutes deux lui pardonner en acceptant cette étrange famille élargie. Marco s'efforce de ne pas laisser Sergueï découvrir que lui et Francesca sont fiancés, mais cela finit par se savoir et Francesca et Sergueï finissent par se mettre ensemble.
Les choses iront également mal pour Filippo, car il ne sera utilisé par Tatiana que pour devenir le nouveau directeur du personnel de l'entreprise Moschini à la place du Dr Marchini. Finalement, les trois semblent en avoir fini avec les escapades pour éviter d'autres problèmes, mais lorsque la possibilité d'un nouveau voyage d'affaires en Chine se présente, ils sont tous les trois prêts à repartir.

## Fiche technique
- Titre original italien : Occhio alla perestrojka[1]
- Réalisateur : Castellano et Pipolo
- Scénario : Castellano et Pipolo, Jerry Calà, Stefano Sudriè
- Photographie : Emilio Loffredo
- Montage : Antonio Siciliano (it)
- Musique : Bruno Zambrini
- Décors : Emilio Baldelli
- Costumes : Roberta Guidi Di Bagno
- Production : Sergio Panno
- Société de production : Penta Film, Abon Group
- Pays de production :  Italie
- Langue originale : italien
- Format : couleurs
- Durée : 98 minutes
- Genre : comédie
- Dates de sortie :
  - Italie : 5 octobre 1990

## Distribution
- Ezio Greggio : Marco Costa
- Jerry Calà : Fulvio Bonetti
- Rodolfo Laganà : Filippo Santi
- Marina Giulia Cavalli : Francesca Moschini
- Maria Kalinina : Olga
- Jeanett Vredeveld : Tatiana
- Guido Nicheli : Commendator Moschini
- Pippo Santonastaso : faux Pino Moschini
- Silvia Conti : épouse de Marchini
- Mattia Sbragia : Dr Marchini
- Ralf Rudolf Möller : Sergueï
- Corinne Cléry : Angela Bonetti
- Franco Diogene : réceptionniste à la maison d'hôtes La Quiete

## Tournage
Le film a été tourné en grande partie à Crema, mais aussi à Crémone et à Sofia.

## Accueil critique
« Dal film si ricava un’impressione di stanchezza. Sembra stanco Jerry Calà di interpretare il personaggio simpaticamente superficiale sempre in cerca di donne e guai; sembra stanca Corinne Cléry, ormai arrivata a un ragguardevole numero di partecipazioni speciali, e anche la regia di Castellano e Pipolo non si discosta da un lavoro di ordinaria amministrazione alquanto privo di rigore. Il solo a mantenere un po' di brio è Ezio Greggio, il quale però non appare in questa pellicola dotato di grandi capacità interpretative e due soltanto sono i sentimenti che meglio riesce a esprimere: lo stupore (occhi sgranati e bocca aperta) e il panico (occhi sgranati e bocca aperta). »
— Il Messaggero, 1990
        
« Le film donne une impression de fatigue. Jerry Calà semble fatigué de jouer le personnage sympathiquement superficiel toujours à la recherche de femmes et d'ennuis ; Corinne Cléry, qui a maintenant atteint un nombre considérable d'apparitions spéciales, semble fatiguée ; et même la mise en scène de Castellano et Pipolo ne s'écarte pas d'un travail peu soigné d'administration ordinaire. Seul Ezio Greggio conserve un peu de verve, mais il n'apparaît pas dans ce film comme un grand interprète, et il ne parvient à exprimer que deux sentiments : l'étonnement (les yeux écarquillés et la bouche ouverte) et la panique (les yeux écarquillés et la bouche ouverte). »